# Dobrogelina
Dobrogelina es un género de foraminífero bentónico de la subfamilia Pfenderininae, de la familia Pfenderinidae, de la superfamilia Pfenderinoidea, del suborden Orbitolinina y del orden Loftusiida. Su especie tipo es Dobrogelina discorbiformis. Su rango cronoestratigráfico abarca desde el Berriasiense superior hasta el Barremiense (Cretácico inferior).

## Discusión
Clasificaciones previas incluían Dobrogelina en la superfamilia Ataxophragmioidea, así como en el suborden Textulariina del orden Textulariida o en el orden Lituolida.

## Clasificación
Dobrogelina incluye a las siguientes especies:
- Dobrogelina anastasiui †
- Dobrogelina discorbiformis †
- Dobrogelina ovidi †
- Dobrogelina rajnathi †

Otra especie considerada en Dobrogelina es:
- Dobrogelina angulata †, de posición genérica incierta